# Mary Nolan
Mary Nolan, nom de scène de Mariam Imogene Robertson, est une actrice américaine, née le 18 décembre 1905 à Louisville, (Kentucky), morte le 31 octobre 1948 à Hollywood (Californie).

## Filmographie partielle
- 1926 : La Carrière d'une midinette (Die Königin des Weltbades) de Victor Janson
- 1926 : Die elf Schill'schen Offiziere
- 1926 : La Casemate blindée de Lupu Pick
- 1927 : Sorrell and Son d'Herbert Brenon : Molly Roland
- 1928 : À l'ouest de Zanzibar (West of Zanzibar) de Tod Browning : Maizie
- 1928 : L'Honnête Monsieur Freddy (Good Morning, Judge)
- 1929 : Les Nuits du désert (Desert Nights) de William Nigh
- 1930 : Les Révoltés : Connie Madden
- 1931 : Le Reportage tragique : Vivyan Parker
- 1931 : The Big Shot de Ralph Murphy et Edward Sedgwick
- 1932 : Docks of San Francisco de George B. Seitz : Belle